# Neoxyphinus hispidus
Espèce
Synonymes
- Decuana hispida Dumitrescu & Georgescu, 1987

Neoxyphinus hispidus est une espèce d'araignées aranéomorphes de la famille des Oonopidae.

## Distribution
Cette espèce est endémique du Venezuela. Elle se rencontre dans les États de Lara et d'Aragua.

## Description
Le mâle décrit par Abrahim, Brescovit, Rheims, Santos, Ott et Bonaldo en 2012 mesure 2,61 mm et la femelle 2,84 mm.

## Publication originale
- Dumitrescu & Georgescu, 1987 : Quelques représentants de la famille Oonopidae (Araneae) du Venezuela. Fauna hipogea y hemiedáfica de Venezuela y de otros paises de América del Sur, vol. 1, p. 89-105.